# أفا جون
أفا جون (بالإنجليزية: Ava June)‏ هي مغنية ومغنية أوبرا بريطانية، ولدت في 23 يوليو 1931 في ستيبني في المملكة المتحدة، وتوفيت في 22 فبراير 2013 في Kingston Hospital NHS Foundation Trust ‏ في المملكة المتحدة.

## وصلات خارجية
- أفا جون على موقع IMDb (الإنجليزية)
- أفا جون على موقع ميوزك برينز (الإنجليزية)
- أفا جون على موقع ديسكوغز (الإنجليزية)